# پارک ملی شاهداغ

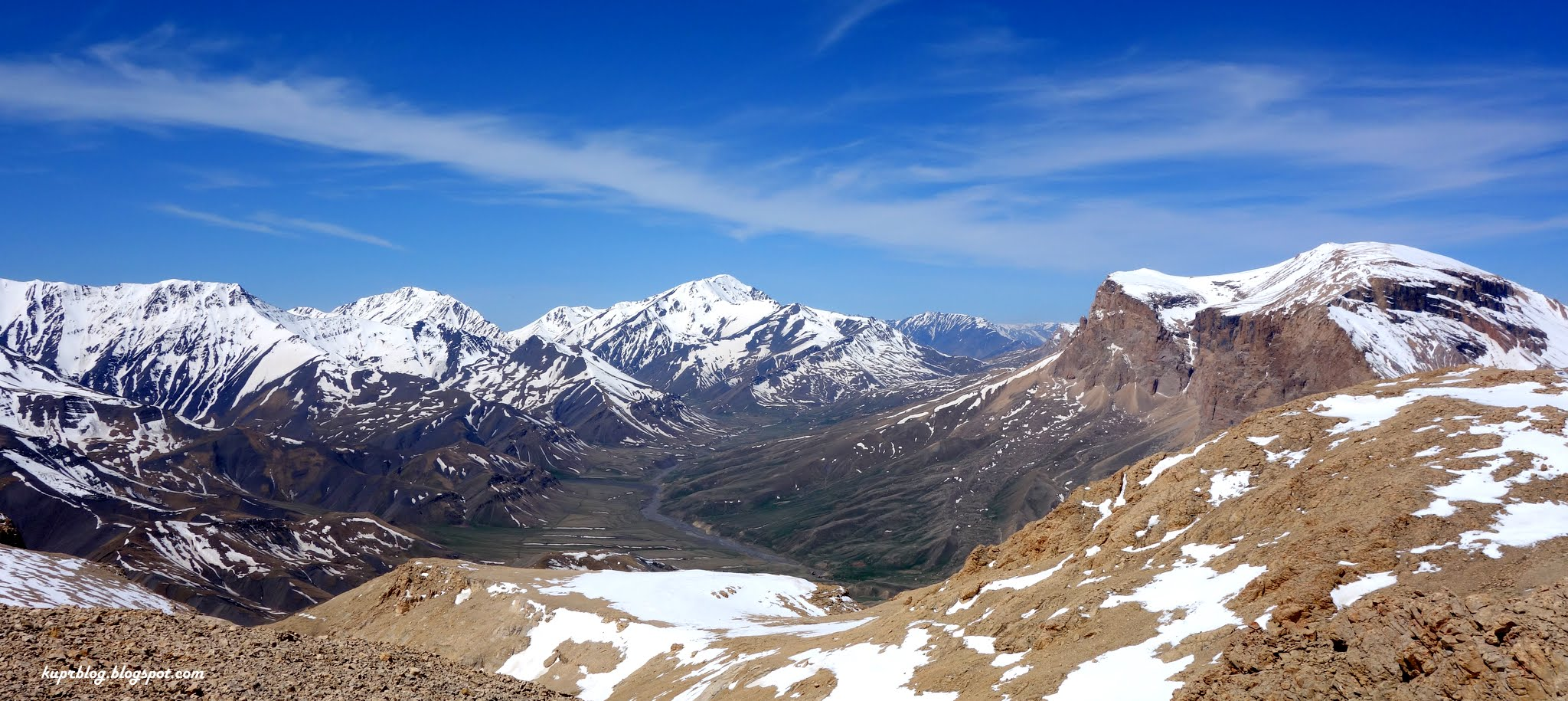
بازاردوز

پارک ملی شاهداغ (ترکی آذربایجانی: Şahdağ Milli Parkı) به دستور شمارهٔ ۱۸۱۸ رئیس جمهوری آذربایجان مورخ ۸ دسامبر سال ۲۰۰۶ تأسیس شده‌است. مساحت کل پارک ۱۱۵۸۹۵ هکتار می‌باشد.
به فرمان شماره ۱۹۳/س کابینه وزرای جمهوری آذربایجان به تاریخ ۸ ژوئیه سال ۲۰۱۰، قلمروی پارک با گسترش ۱۴٫۶۱۳٫۱ هکتار به ۱۳۰٫۵۰۸٫۱ هکتار افزایش پیدا کرد.

## اطلاعات عمومی

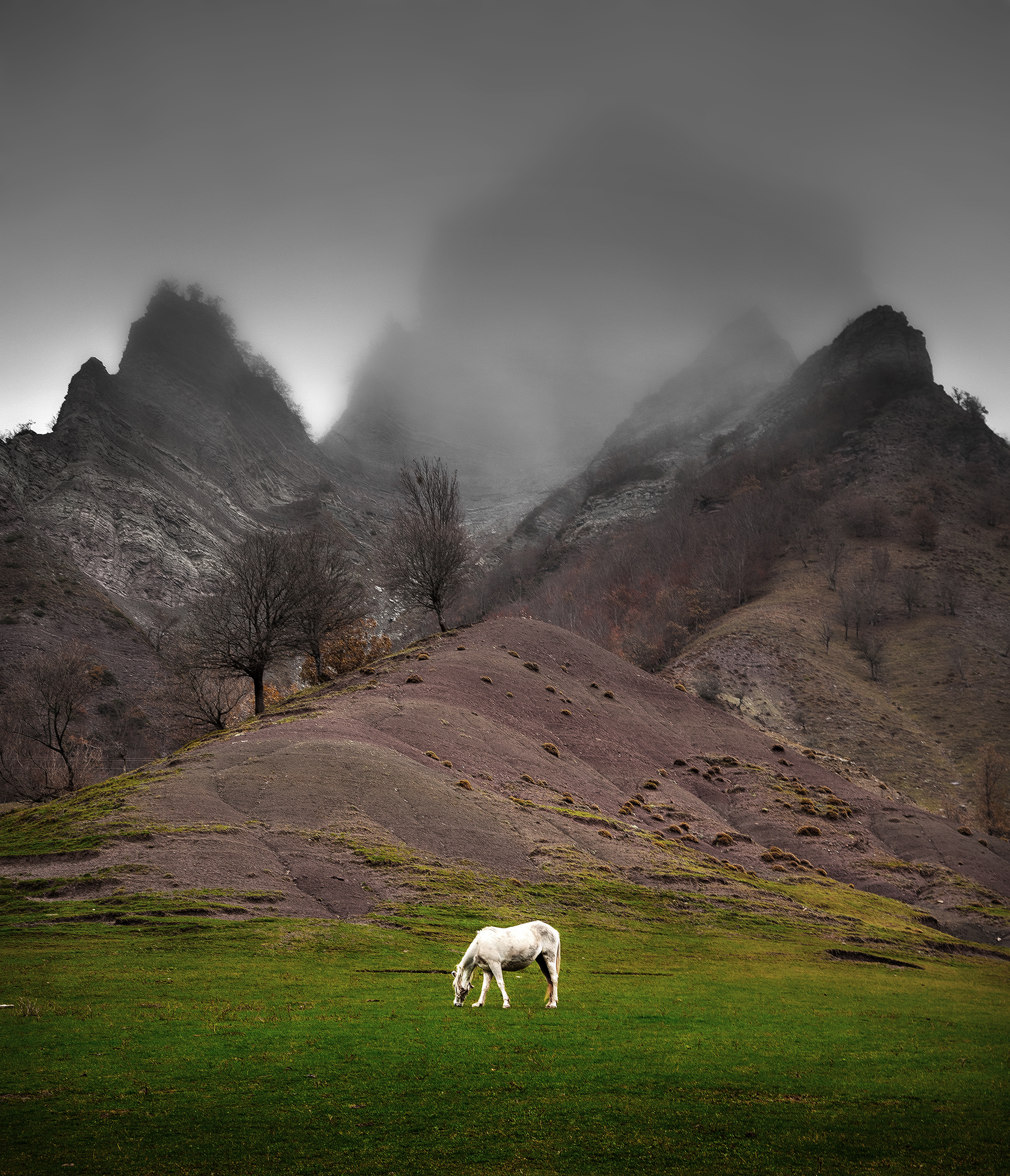
پارک شاهداغ، قوبا

هدف از احداث پارک ملی شاهداغ حفاظت از گونه‌های زیاد محلی و در معرض انقراض و حیوانات مهاجر خارج از مرزهای جغرافیایی کشور، ترمیم، حفاظت و کنترل جنگل‌های کوهستانی دارای اهمیت بین‌المللی و اکوسیستم چراگاه‌های موجود در نقاط مرتفع کوهستانی، محافظت و نگهداری از لایه حاصلخیز خاک، محافظت، افزایش و غنی سازی گونه‌های گیاهی و جانوری مخصوص منطقه می‌باشد.
جایگاه بلندی که، پارک ملی شاهداغ در آن قرار دارد، باعث شده که، سرتاسر پهنه آن مملو از خاک‌هایی با پوشش گیاهی فراوان و تنوع‌های جانوران مختلفی باشد. جنگل‌ها زیبایی و شیوایی منحصر به فردی را به پارک به ارمغان می‌آورد.
این جنگل‌ها آکنده از درختانی نظیر؛ زبان گنجشگ، سرخدار، افرا، بید، گردو، گیلاس، سیب، گلابی، رز، ازگیل، زالزالک و غیره… می‌باشد.
این پارک ملی دارای انواع گوناگونی از جانوران نیز است. می‌توان از انواع پرندگان موجود در اینجا به قرقاول، توکای حقیقی، کبوتر جنگلی، بلدرچین، دارکوب، کلاغ و غیره… اشاره کرد.
تنوع‌های پستانداران مقیم پارک دربردارندهٔ شوکا، گراز ،خرس قهوه‌ای، شغال، خرگوشان، سمور، سگ، روباه، گوزن، بز کوهی اروپایی، خرس، وشق، راسو، رودک و… می‌باشد.
برخی از این جانوران در سیاهه قرمز گونه‌های در معرض خطر جمهوری آذربایجان به ثبت رسیده‌اند.